# Орфей (серски силогос)
Вижте пояснителната страница за други значения на Орфей.
„Орфей“ (на гръцки: Ορφέας, Орфеас катаревуса Ορφεύς, Орфевс) е гръцка културна асоциация в източномакедонския град Сяр, съществуваща от началото на XX век. Организацията официално се обявява за музикогимнастическо дружество (Μουσικογυμναστικός Σύλλογος), но на практика има революционни цели и служи заедно със Сярската митрополия като организационен център на антибългарската Гръцката въоръжена пропаганда в Македония.
Силогосът е създаден на 1 август 1905 година в кафето на Христос, в гръцката махала под Крепостта. Създателите на силогоса са Георгиос Кикопулос (часовникар), Панайотис Кехаяс (бакалин), Накис Кулас (касапин), Константинос Кехаяс (обущар), Томас Влахопулос (търговец), Христос Дельос или Фесас (шапкар), Димитриос Мадзуридис (манифактурист), Георгиос Насюдзик (дървар), Николаос Зьогас (кръчмар), Михаил Пецидис (обущар), Анастасиос Манавис (касапин) и Емануил Лукас (шивач). Петимата последни скоро напускат организацията и Кикопулос заклева пред кръста и евангелието 13 членове да се борят срещу българщината в Сярско - Стефанос Анастасиу, Такис Фесас, Накис Кулас, Костас Кехая, Димитрис Палиурас, Панайотис Теохаридис, Костас Гудас, Теодорос Буласикис, Коста Николау, Димитиос Кареклас (Муциос), Георгиос Папастерьос, Костас Кокинос и Томас Влахопулос.
Силогосът поддържа хор, фанфари, струнен оркестър, симфоничен оркестър и театър. Управлява и два центъра за учене на музика. След Втората световна война силогосът е чисто културна асоциация. В Сяр е кръстена улица на името на силогоса.
Сградата на силогоса е обявена за паметник на културата.